# ودوروکوپم
ودوروکوپم (به انگلیسی: Vedurukuppam) یک منطقهٔ مسکونی در هند است که در آندرا پرادش واقع شده‌است.

## خصوصیات
ودوروکوپم ۲۰٬۰۰۰ نفر جمعیت دارد.